# Kyōshirō to Towa no Sora
Kyōushirōu to Towa no Sora (京四郎と永遠の空 lit. Kyōushirōu y el cielo eterno?) es un manga japonés creado por Kaishaku, serializado en Japón por Shonen manga en la revista mensual Dragon Age desde mayo de 2006. Una adaptación a serie de animé fue transmitida desde el 5 de enero al 23 de marzo de 2007; con un total de doce episodios. La serie hace referencia a muchas obras del pasado de Kaishaku, es decir, Kannazuki no Miko, Magical Nyan Nyan Taruto, UFO Ultramaiden Valkyrie, y más notablemente, Steel Angel Kurumi.

## Argumento
Kyōshirō to Towa no Sora gira alrededor de Kū Shiratori, una joven de instituto aparentemente normal que disfruta de su vida escolar en la gigantesca ciudad Academia, que es vista como un símbolo de recuperación para la humanidad. Diez años han pasado desde que ocurrió el mayor desastre presenciado por el hombre. Kū recientemente ha estado teniendo un sueño que se repite donde un príncipe la encuentra y que con él se marcha. Un día, mientras todos los estudiantes en su escuela se preparan para el próximo festival, aparece un estudiante transferido que acabará con su tranquila vida. No es otro que Kyōshirō Ayanokouji, quien después de un disgusto inicial, le dice lo que siempre le pedía su príncipe en sus sueños: "Vámonos... juntos."
Pero Kū se llevará una gran sorpresa cuando se entere de que Kyōshirō tiene que ver con el príncipe de sus sueños y también de su pasado. La historia luego se centra en la relación de Kū y Kyōshirō con los llamados Ángeles Absolutos, una especie de super-humanos entre los que se cuenta Setsuna, que bajo las órdenes de Kyōshirō lucha contra el resto de los Ángeles Absolutos, que absorben la vida a la gente y causan desastres.
Algo muy llamativo es que cuando los Ángeles Absolutos necesitan fuerza o poder, necesitan un intercambio de energía que se realiza con algo tan comprometido como lo es un beso. Esto llevará a más de una situación extraña y embarazosa a lo largo de la serie, además de que dará mucho juego respecto a las relaciones entre los personajes.

## Personajes
Kū Shiratori (白鳥 空 Shiratori Kū?)
Voz por: Sayuri Yahagi, Brittney Karbowski (Inglés)
Es una joven estudiante guapa, dulce, tímida y muy romántica, pero que se siente mal porque se ve una persona "vacía y aburrida", y se siente superada por las otras chicas a las que irá conociendo, pues son muy hermosas y llega a idealizarlas. Está muy apegada a Kyōshirō, por el que siente una gran atracción, y aprecia mucho a Setsuna. Sin embargo, en quien más piensa es en "su príncipe", al que dirige todos sus pensamientos. Ella nunca pierde la oportunidad de enviar cartas al misterioso príncipe en sus sueños y con frecuencia habla con él en sus pensamientos. Su nombre original es Cielo (チェーロ, Chēro?), es decir, cielo, que es el original angel absoluto investigado por Kazuya y su abuelo. Durante el incidente hace diez años atrás a la historia principal, Cielo fue dividida en cuatro pedazos, Murakumo (Kaon), Badoras (Tarurotte), Claíomh Solais (Setsuna) y Megingjord (Valteishia). Además, Megingjord se separa en dos piezas. Kū es el cuerpo, mientras que Valteishia es el alma, lo que explica que Kū inicialmente sienta que en ella le falta algo dentro. 
Kyōshirō Ayanokōji (綾小路 京四郎 Ayanokōji Kyōshirō?)
Voz por: Katsuyuki Konishi, Josh Grelle (Inglés)
Este muchacho tiene un comportamiento extraño para con Kuu, porque aunque al poco de conocerla le abrió la camisa en público para horror de esta, luego le dijo las palabras que más la conmueven (Vámonos... juntos), más tarde la besó y se dedicó a protegerla de todo peligro y dedicarle un amable comportamiento. Kyōshirō admira a su hermano Kazuya hasta el punto de idolatrar su recuerdo, trata de actuar como él lo haría y considera que es su deber para con Kazuya el fin hacia el que dirige su acción. 
Kazuya Ayanokōji (綾小路 一夜 Ayanokōji Kazuya?) (10 años antes de la historia principal)
Voz por: Ken Narita, Jay Hickman (Inglés)
Es el fallecido hermano mayor de Kyōshirō, del que éste habla como una persona fuerte, amable, sonriente y capaz de manejar cualquier situación, aunque sus otros hermanos dan una visión distinta de él. Kyōshirō le contó a Kū que Kazuya estaba en el equipo de creación de los Ángeles Absolutos, y cuando el experimento falló y se produjo la gran crisis, se sacrificó para salvarle, a él, a la ciudad y al mundo entero. Pero más tarde aparece ante Kū, Kyōshirō y Setsuna, revelándose así que no está muerto y mostrándose realmente ante su hermano. Aquien hiere y después se lleva consigo a Kū y Setsuna, después va a donde esta su hermano Kioshrio para llevarse a Barodas (Tarurotte), una vez que la captura va donde Mika y secuestra a Murakuno su plan es traer de vuelva al ángel absoluto de quien se enamoró, pero todo sale mal...
Sōjirō Ayanokōji (綾小路 蒼二郎 Ayanokōji Sōjirō?)
Voz por: Yūji Kishi, Andrew Love (Inglés)
Hermano de Kyōshirō, ayudó a escapar a Badoras, el enemigo que más se menciona en el animé, él es amable a comparación con Badoras su angel absoluto también tiene buenos ideales acerca de pelear y por eso siempre es golpeado por Badoras. Él fue uno de los sobrevivientes de la nieve caliente, el mayor desastre que le ocurrió al mundo.
Setsuna (せつな?)
Voz por: Yuki Matsuoka, Maggie Flecknoe (Inglés)
Es una chica bellísima, un Ángel Absoluto que se desvive por atender hasta la última de las órdenes de Kyōshirō, por el que parece sentir algo especial pese a que éste sólo la utiliza como herramienta para la batalla contra los demás Ángeles Absolutos. Sin embargo, a pesar del comportamiento a menudo frío de Kyōshirō, Setsuna haría cualquier cosa por él, incluso si eso le supone un gran perjuicio. Al final de la serie ella junto con Kyōshirō van en busca de Kū. Kazuya se refiere a ella como el otoño, la última hoja que no es amada por nadie, destinada a quedarse sola. Kū se refiere a ella como una princesa hermosa, fuerte y capas de hacer cualquier cosa.
Kaon (かおん?)
Voz por: Ayako Kawasumi, Monica Rial (Inglés)
La espada de Mika (la hermana de Kyōshirō), ella junto con Himiko raptan a Kū para explicarle acerca de los ángeles absolutos, en un episodio Mika la convierte y la hace oficialmente su espada esperando que Kaon la ame, pero Kaon solo ama a Himiko. Kasuya se refiere a ella como igual que la primavera siempre cálida, elegante e implacable.
Himiko (ひみこ?)
Voz por: Noriko Shitaya, Luci Christian (Inglés)
Es una de las ayudantes de Mika se desvive por ayudar en lo que pueda a Kaon hasta el punto de darle la energía que necesite, ya que igual la ama. Ella tiene un gran parecido a Himeko de Kannazuki no Miko, más que Kū y Valteishia.
Mika Ayanokōji (綾小路 三華 Ayanokōji Mika?)
Voz por: Atsuko Tanaka, Kaytha Coker (Inglés)
La hermana de Kyōshirō, tiene un profundo amor hacia Kaon pero ella la rechaza. Ella descubrió que su abuelo había encontrado una forma de matar a los ángeles absolutos por medio de una canción tocada con un violonchelo. Más tarde, muere a manos de Kazuya. Ella considera a Kazuya un demonio porque el siempre le quitaba todo lo que ella apreciaba.
Tarlotte (たるろって Tarurotte?)
Voz por: Hisayo Mochizuki, Cynthia Martinez (Inglés)
Un ángel absoluto de neko girl. Es muy enérgica como el verano, que es exactamente la definición que le da Kazuya. Su aspecto es como el de una niña con orejas y cola de gato de color verde marino al igual que su cabello. Siempre al terminar una oración o al empezar dice : ny-a

## Lanzamiento

### Animé

#### Episodios
| #  | Título                                                                        | Fecha de Emisión Japón |
| -- | ----------------------------------------------------------------------------- | ---------------------- |
|    |                                                                               |                        |
| 01 | «Un cielo eterno» «Towa no Sora» (永遠の空)                                   | 5 de enero de 2007     |
| 02 | «Luna nueva, noche corta» «Mikazuki Byakuya» (三華月百夜)                     | 12 de enero de 2007    |
| 03 | «Bailando en círculos» «Maiodoru Rasen» (舞い踊る螺旋)                        | 19 de enero de 2007    |
| 04 | «Cuestión de amor» «Koibotaru» (恋蛍)                                         | 26 de enero de 2007    |
| 05 | «Bautizo con un beso» «Kuchizuke Senrei» (くちづけ洗礼)                       | 2 de febrero de 2007   |
| 06 | «Caminos cruzados al final de los sueños» «Yume Hate Jūjiro» (ゆめはて十字路) | 9 de febrero de 2007   |
| 07 | «Elegía expectante» «Samayoi no Aika» (彷徨いの哀歌)                          | 16 de febrero de 2007  |
| 08 | «Tiempo de despertar» «Toki no Mezame» (刻の目覚め)                           | 23 de febrero de 2007  |
| 09 | «Doncella incompleta» «Otome Mihatenu» (乙女見果てぬ)                         | 2 de marzo de 2007     |
| 10 | «La bastilla del ángel» «Basutīyu» (天使の牢獄)                               | 9 de marzo de 2007     |
| 11 | «Galería de ángeles» «Tenshi Kairō» (天使回廊)                                | 16 de marzo de 2007    |
| 12 | «Cielo eterno» «Eien no Kū» (永遠の空)                                        | 23 de marzo de 2007    |